# Franciszek Palarczyk
Franciszek Palarczyk (ur. 24 sierpnia 1882 w Goleszowie, zm. 22 maja 1929 tamże) – major artylerii Wojska Polskiego, kawaler Orderu Virtuti Militari.

## Życiorys
Urodził się 24 sierpnia 1882 w Goleszowie, w ówczesnym powiecie cieszyńskim Księstwa Górnego i Dolnego Śląska, w rodzinie Józefa.
Jesienią 1906 został przydzielony w rezerwie do Morawsko-Galicyjskiego Pułku Artylerii Fortecznej Nr 2 w Krakowie. W jego szeregach walczył na frontach I wojny światowej. W czasie służby awansował na kolejne stopnie w korpusie oficerów rezerwy artylerii fortecznej: kadeta (starszeństwo z 1 stycznia 1906), porucznika (starszeństwo z 1 stycznia 1910), nadporucznika (starszeństwo z 1 listopada 1914) i kapitana (starszeństwo z 1 lutego 1918).
W styczniu 1919 był szefem sztabu brygadiera Franciszka Latinika, dowódcy Frontu Śląskiego w Cieszynie.
15 lipca 1920 został zatwierdzony z dniem 1 kwietnia 1920 w stopniu majora, w artylerii, w grupie oficerów byłej armii austro-węgierskiej. Pełnił wówczas służbę w Dowództwie Okręgu Generalnego Kraków.
Zmarł 22 maja 1929 w Goleszowie.

## Ordery i odznaczenia
- Krzyż Srebrny Orderu Wojskowego Virtuti Militari nr 7298 (17 maja 1922)[12]
- Krzyż Walecznych[1]
- Krzyż za Obronę Śląska Cieszyńskiego II klasy[13]
- Brązowy Medal Zasługi Wojskowej Signum Laudis z mieczami na wstążce Krzyża Zasługi Wojskowej (Austro-Węgry)[4]
- Krzyż Wojskowy Karola (Austro-Węgry)[4]
- Krzyż Jubileuszowy Wojskowy (Austro-Węgry)[4]